# بيتر لودلو
بيتر لودلو (بالإنجليزية: Peter Ludlow)‏ هو فيلسوف أمريكي، ولد في 16 يناير 1957.